# Shepherd’s Bush Market (London Underground)

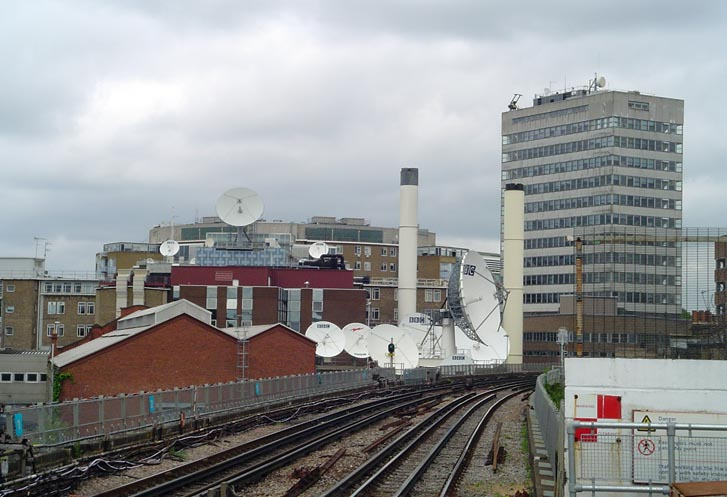
Blick auf das BBC Television Centre von der Station Shepherd’s Bush aus

Shepherd’s Bush Market ist eine oberirdische Station der London Underground im Stadtbezirk London Borough of Hammersmith and Fulham. Sie liegt in der Travelcard-Tarifzone 2 an der Uxbridge Road im Stadtteil Shepherd’s Bush und wird von Zügen der Hammersmith & City Line und der Circle Line bedient. Im Jahr 2014 nutzten 3,66 Millionen Fahrgäste die Station Nördlich der Station befindet sich das BBC Television Centre. In der Umgebung liegt Loftus Road, das Stadion der Queens Park Rangers.

Lage der Stationen in der Gegend um Shepherd’s Bush

Eröffnet wurde die Station unter der Bezeichnung Shepherd’s Bush am 13. Juni 1864 durch die Hammersmith & City Railway. Diese Gesellschaft gehörte anfänglich der Great Western Railway und gelangte 1867 in den Besitz der Metropolitan Railway (Vorgängergesellschaft der Metropolitan Line). Am 31. März 1914 wurde die Station geschlossen, um etwa zweihundert Meter nach Norden verschoben und am darauf folgenden Tag am heutigen Standort wiedereröffnet. 1990 erfolgte die betriebliche Verselbständigung des Hammersmith-Zweigs der Metropolitan Line unter dem Namen Hammersmith & City Line. Am 5. Oktober 2008 wurde die Station in Shepherd’s Bush Market umbenannt, um Verwechslungen mit der nahe gelegenen Station Shepherd’s Bush an der Central Line zu vermeiden. Seit dem 13. Dezember 2009 halten hier auch Züge der Circle Line.